# WxDev-C++
wxDev-C++ — інтегроване середовище розробки, є подальшим розвитком проєкту Dev-C++, але також містить дизайнер форм для бібліотеки розробки wxWidgets. WxDev-C++ включає всі властивості Dev-C++, а також новітню версію wxWidgets необхідну дизайнерові форм для середовища швидкої розробки застосунків (rapid application development — RAD).